# Chersotis antigrapha
Chersotis antigrapha är en fjärilsart som beskrevs av Charles Boursin 1961. Chersotis antigrapha ingår i släktet Chersotis och familjen nattflyn. Inga underarter finns listade i Catalogue of Life.